# Ectecous
Ectecous is een geslacht van rechtvleugeligen uit de familie krekels (Gryllidae). De wetenschappelijke naam van dit geslacht is voor het eerst geldig gepubliceerd in 1878 door Saussure.

## Soorten
Het geslacht Ectecous omvat de volgende soorten:
- Ectecous cantans Saussure, 1897
- Ectecous hedyphonus Saussure, 1878
- Ectecous segregatus Gorochov, 1996
- Ectecous tenebrosus Desutter-Grandcolas, 1992